# Troy (contea di Bradford)
Troy è una township degli Stati Uniti d'America, nella contea di Bradford nello Stato della Pennsylvania. Secondo il censimento del 2000 la popolazione è di 1.645 abitanti.

## Società

### Evoluzione demografica
La composizione etnica vede una maggioranza di quella bianca (98,97%), seguita dagli afroamericani (0,24%) dati del 2000.
| township di Troy Popolazione |       |
| 2000                         | 1.645 |
| Stima al 2009                | 1.635 |